# Calpurni Asprenat
Calpurni Asprenat (en llatí: Calpurnius Asprenas) va ser un magistrat romà nomenat governador de Galàcia i Pamfília per Galba l'any 70. Va aconseguir que els mateixos partidaris del fals Neró el matessin.